# Chalandri
Chalandri (in greco Χαλάνδρι?) è un comune della Grecia situato nella periferia dell'Attica (unità periferica di Atene Settentrionale) con 75 327 abitanti secondo i dati del censimento 2001.